# Daphna Kastner
Daphna Kastner (Montreal, 17 de abril de 1961) es una actriz de cine y televisión, directora de cine y guionista canadiense.

## Biografía
En octubre de 2001, Daphna Kastner (40) se casó en secreto en Jerusalén con el actor Harvey Keitel (62) cuando ambos asistían al Festival Internacional de Cine de Haifa.
Pocas semanas después (octubre de 2001) realizaron su ceremonia oficial en Manhattan, en la casa del actor Robert De Niro, amigo personal de Harvey Keitel.
Tienen un hijo, Roman Keitel-Kastner (nacido en agosto de 2004).

## Filmografía

### Como actriz
- 1983: The Lonely Lady
- 1986: Evixion
- 1990: Girlfriend from Hell
- 1990: Eating
- 1991: Crack Me Up
- 1991: Julia Has Two Lovers
- 1992: Lana in Love
- 1992: Venice/Venice
- 1995: French Exit
- 1996: Kiss & Tell
- 1998: Spanish Fly
- 2000: Timecode
- 2001: Eden
- 2007: My Sexiest Year

### Como directora
- 1995: French Exit
- 1998: Spanish Fly
- 2009: Chaos